# Districte d'Orhei
El districte d'Orhei (en romanès Raionul Orhei) és una de les divisions administratives de la República de Moldàvia. El 2014 tenia 101.502 habitants. La capital és Orhei.